# Ogro
Ogro is een Italiaans-Spaanse dramafilm uit 1979 onder regie van Gillo Pontecorvo. Het scenario is gebaseerd op het boek Operación Ogro (1974) van de Spaanse auteur Eva Forest.

## Verhaal
In 1973 wordt Spanje nog altijd geregeerd door generaal Franco. Onder zijn bewind zijn vakbonden en politieke oppositie verboden en Baskische onafhankelijkheidsstrijders worden vervolgd. Franco heeft admiraal Carrero Blanco aangeduid als zijn opvolger. Een tak van de Baskische bevrijdingsbeweging ETA heeft een plan om Blanco uit te schakelen.

## Rolverdeling
| Acteur             | Personage          |
| ------------------ | ------------------ |
| Gian Maria Volonté | Izarra             |
| Ángela Molina      | Amaiur             |
| Saverio Marconi    | Luque              |
| José Sacristán     | Iker               |
| Eusebio Poncela    | Txabi              |
| Féodor Atkine      | José María Uriarte |
| Georges Staquet    | El Albañil         |
| Nicole Garcia      | Karmele            |

## Prijzen en nominaties
| Jaar | Prijs              | Categorie   | Genomineerde(n)  | Uitslag  |
| ---- | ------------------ | ----------- | ---------------- | -------- |
| 1980 | David di Donatello | Beste regie | Gillo Pontecorvo | Gewonnen |